# 祇園南海
祇園 南海（ぎおん なんかい、延宝4年（1676年）- 宝暦元年9月8日（1751年10月26日）、生年について延宝5年（1677年）の説あり）は、江戸時代中期の日本の儒学者、漢詩人、文人画家。服部南郭、柳沢淇園、彭城百川とともに日本文人画の祖とされる。また、紀州藩に仕え、野呂介石、桑山玉洲とともに紀州三大南画家と呼ばれている。名を与一郎、正卿、瑜とし、字は白玉、号は南海のほか、蓬莱、鉄冠道人、箕踞人、湘雲、信天翁、観雷亭など。通称は余一と呼ばれた。本姓が源であることから、中国風に修して源瑜、阮瑜と称した。

## 生涯
延宝4年（1676年）頃、紀州藩医である祇園順庵の長男として江戸に生まれる。
元禄2年（1689年）、木下順庵に入門し主に程朱学を学ぶ。また、はじめて順庵に会ったとき七言律詩を詠んで驚かし、18歳（一説には17歳）のときには一晩で五言律詩百篇を作るなど早くから詩才に優れ、19歳年上の新井白石は南海の詩を絶賛した。同じ門弟の新井白石、室鳩巣、雨森芳洲、榊原篁洲などとともに「木門十哲」のひとりに数えられ、同年の松浦霞沼とは「木門の二妙」と才能を讚えられた。
元禄10年（1697年）、父の死去により家督を継ぎ、紀州藩儒として200石の俸禄を与えられる。ところが元禄13年（1700年）、不行跡・放蕩無頼を理由に知行を召し上げられ城下を追放されて、長原村（現在の和歌山県紀の川市貴志川町長原）に謫居を命じられる。一説には筆禍ともされるが、酔うほどに大言壮語し儒者として品格を疑われていたようである。また『逢原紀聞』によれば、若き日の南海は侠客のような徒党のリーダー格になって住民へ乱暴狼藉を働き、恐喝や婦女暴行をしていたことが伝えられており、不行跡の類は字義通りだったと考えられる。謫居中の約10年間、村人に書を教えるなどして糊口をしのぎ貧窮した生活を送っていたが、その一方で家老三浦為隆の庇護も受けていたようである。
その後、新しく藩主となった徳川吉宗から赦しを得る。正徳元年（1711年）、南海は来日した正徳度の朝鮮通信使の接待役の任を受け、持ち前の詩才を披露するなど大いに活躍し、その功績により旧禄に戻される。なお、朝鮮側の李東郭は南海の漢詩を高く評価し「敬次南海詞仙韻」と讃えており、後日南海は東郭とは夢に見るまでの友情で結ばれたと『南海先生後集』で述べている。正徳3年（1713年）、藩主・吉宗によって紀州藩の藩校である講釈所（湊講館）が創設され、南海は督学（校長）となる。以後、多くの文人墨客と交わり、詩をよくし画業を研鑽した。
宝暦元年（1751年）死去。享年76。墓地は吹上妙法寺（和歌山市吹上二丁目）。なお次男の祇園尚濂も藩儒となり画も良くしたが、やはり父の同様不行跡で城下を追われている。

## 画業
南海は蟄居中にも画の製作（『秋景山水図』宝永4年（1707年））をしているが、本格的に取り組んだのは50歳頃であると自ら述べている（『湘雲瓚語』）。一時、長崎派の河村若芝に添削指導を受けたこともあるが、中国渡来の画譜「八種画譜」や「芥子園画伝」から元明の文人画の知識と技法を習得した。たとえば宋代の米芾が用いた米法山水の技法を自らのものにとし山や樹木の表現に取り入れている。
南海の詩集には江戸白金の紫雲山瑞聖寺、長崎崇福寺の僧の道本寂伝、紀州の宝寿山光明寺の普白元脱の名がみえるが、黄檗僧との交流から文人画のエッセンスを会得したであろうと推察される。また和泉佐野の富商唐金梅所と親しかったことから梅所の知己であった文人との繋がりが窺える。さらに正徳度の朝鮮通信使の接遇時に画員の朴東晋と交渉があったことから、山水画や花鳥画の画法を受けたと思われる。
柳沢淇園や彭城百川に文人画の指南をし、貴重な画譜を贈っている。死の前年にあたる1750年に、柳沢淇園の紹介を受けた池大雅が紀州の南海の下を訪れ、文人画の教えを受けている。その画業は、与謝蕪村、伊藤若冲、曾我蕭白らにも多大な影響を及ぼした。

### 作品
- 「紅梅図」 和歌山市立博物館 蔵

## 著書
- 『南海先生詩稿』、1761年
- 『詩学逢原』、1763年
- 『一夜百首』、1797年
- 『南海詩法』
- 『南海詩訣』
- 『湘雲瓚語』
- 『明詩俚評』
- 『南海先生詩文集』

## 校注文献
- 『江戸詩人選集 第三巻　服部南郭　祇園南海』 山本和義・横山弘校注（岩波書店、1991年、再版2001年）
- 『文人画粋編11 祇園南海　柳沢淇園』 松下英麿解説（中央公論社、1975年）